# Катастрофа двох Мі-24 в ДР Конго (2017)
27 січня 2017 року поблизу міста Рутшуру провінції Північне Ківу зазнали аварії два бойові вертольоти Мі-24 ВПС ДРК. Екіпаж першого складався з грузинських найманців. На другому були білоруські військові фахівці. Разом із ними летіли ще троє конголезьких військових.

## Вертольоти
Один із вертольотів, що розбилися під Рутшуру, мав бортовий номер 9Т-HM-11 (серійний № 3532421420315), другий — 9T-HM12 (серійний № 3532421420271). Обидва належали ВПС ДРК.

## Екіпаж
Двоє громадян Грузії раніше служили у військово-повітряних силах своєї країни, але втратили місце роботи у зв'язку зі скороченнями. Після цього вони поїхали в Демократичну Республіку Конго, де знайшли вакантні місця в її збройних силах. Громадяни Білорусії, що складали другий екіпаж, згідно з онлайн-виданням «Політринг», були військовими фахівцями, спрямованими в країну для підтримки і підготовки конголезьких військовослужбовців. Однак, як повідомили в програмі Новини «24 години» на СТВ, білоруси діяли як приватні особи. У білорусів на борту було двоє конголезців, у грузинів — один.

## Катастрофа
27 січня обидва вертольоти проводили патрулювання в районі міста Рутшуру. Як повідомляється, вони були збиті з ЗРК «Стріла» бойовиками угруповання М23, що відстоює інтереси народності тутсі. Однак за даними Defence.ru з посиланням на бельгійське агентство Belga, при виконанні розвідувального польоту парою, один із вертольотів зачепив лопатями несучого гвинта верхівки дерев у районі гори Мікено на висоті близько 500 метрів і зазнав аварії. Другий вертоліт, утративши візуальний контакт із першою машиною, вжив заходів до її пошуку, але теж розбився. Інші джерела говорили, що причиною аварії могли стати погані погодні умови. Спочатку, говорилося і про технічні неполадки.
Весь білоруський екіпаж був госпіталізований у медустанову міста Гома. Туди ж відправився грузинський пілот. Його напарник деякий час значився зниклим безвісти, оскільки дощі ускладнювали пошуки. Пізніше з'ясувалося, що він потрапив у полон до бойовиків, які призначили за нього викуп у мільйон доларів. Тим часом, лідери повстанців стверджували, що не оголошували за бранця викуп. 18 червня захоплений льотчик загинув під час бою між бійцями угруповання та урядовими військами.

## Повідомлення про російських військових
31 січня генерал армії ДРК Леон Мушале (фр. Léon Mushale) заявив, що під час аварії загинули двоє російських військових. Іще один російський льотчик перебуває в полоні у повстанців конголезького воєнізованого угруповання M23. Посольство Росії в ДРК не підтвердило повідомлення про загибель російських льотчиків при катастрофі вертольотів. За даними дипмісії, громадян Росії серед членів екіпажу не було.